# Биатлон на Зимским олимпијским играма 2006.
Такмичење у биатлону на Зимским олимпијским играма 2006. у Торину одржано је у Сан Сикарију у обласии Чесана Торинска 97 км западно од Торина на надморској висини од 1.620—1.680 метара. Такмичења су одржана између 11. и 25. фебруара 2006.
На играма у Торину 2006. у биатлон се такмичило у десет дисциплина, пет мушких и пет женских. У односу на претходне игре у Солт Лејк Ситију 2002. додате су две нове дисциплине: Масовни старт на 15 км у мушкој и 12,5 км у женској конкуренцији.
Учествовала су 204 такмичара од тога 107 мушкараца и 97 жена из 37 земаља. Олимпијске медаље су освајали такмичари из 7 земаља. Највише успеха су имали представници Немачке који су укупно освојили 11 медаља од којих 5 златних, 4 сребрне и 2 бронзане. Шест биатлонаца је освојило по три олимпијске медаље: Албина Ахатова (Русија), Кати Вилхелм и Мартина Глагов (Немачка) код жена, а Оле Ејнар Бјерндален (Норвешка), Свен Фишер и	Михаел Грајс (Немачка). Михаел Грајс је био науспешнији појединац са освојене 3 златне медаље.
Најмлађи учесник била је Петра Старчевић из Хрватске са 18 година и 283 дана, а најстарији Владимир Драчов из Белорусије са 39 год. и 348 дана. 

## Дисциплине
На играма у Торину 2006. такмичења у биатлону су одржана у десет дисциплина, пет мушких и пет женских.
| Мушкарци            | Жене                  |
| ------------------- | --------------------- |
| Штафета 4 x 7,5 км  | Штафета 4 x 6 км      |
| Спринт 10 км        | Спринт 7,5 км         |
| Потера 12,5 км      | Потера 10 км          |
| Масовни старт 15 км | Масовни старт 12,5 км |
| Појединачно 20 км   | Појединачно 15 км     |

## Квалификације
Двадесет најбољих пласираних земаља у Светском купу у биатлону 2004/05. према рангирању Међународне биатлонске уније (ИБУ) могле су, на олипијске игра, да пошаљу по 4 представника у дисциплинама, односно 5 укупно. Пет прворангираниг земаља могле су да пошаљу и шестог учесника као резерву. Земље пласиране од 21-28 места код мушкараца и 21-27 код жена могле су послати по једног представника. Пласирани ниже од 28 места нису могли слати такмичаре на ЗОИ. Могли су се укључити само ако неке од земаља испред њих на листи нису послале пуну квоту такмичара. Ова ограничења су коришћена у свим биатлонским такмичењима. Земље који међу првих 20 имају и мушку и женску екипу могле су на игре послати по 5 такмичара у обе конкуренције.
Следећа табела даје 28 земаља које су квалификоване у мушкој и 27 у женској конкуренцији:
| Ранг | Мушкарци   | Жене                      |    | Ранг                      | Мушкарци             | Жене |
| ---- | ---------- | ------------------------- | -- | ------------------------- | -------------------- | ---- |
| 1    | Немачка    | Русија                    | 15 | Естонија                  | Јапан                |      |
| 2    | Немачка    | Немачка                   | 16 | Словенија                 | Румунија             |      |
| 3    | Русија     | Норвешка                  | 17 | Сједињене Америчке Државе | Финска               |      |
| 4    | Француска  | Француска                 | 18 | Словачка                  | Канада               |      |
| 5    | Аустрија   | Кина                      | 19 | Канада                    | Молдавија            |      |
| 6    | Белорусија | Белорусија                | 20 | Јапан                     | Летонија             |      |
| 7    | Шведска    | Словенија                 | 21 | Уједињено Краљевство      | Шведска              |      |
| 8    | Украјина   | Чешка                     | 22 | Кина                      | Казахстан            |      |
| 9    | Чешка      | Бугарска                  | 23 | Казахстан                 | Литванија            |      |
| 10   | Пољска     | Италија                   | 24 | Бугарска                  | Естонија             |      |
| 11   | Италија    | Словачка                  | 25 | Литванија                 | Уједињено Краљевство |      |
| 12   | Швајцарска | Украјина                  | 26 | Аустралија                | Босна и Херцеговина  |      |
| 13   | Летонија   | Пољска                    | 27 | Румунија                  | Аустрија             |      |
| 14   | Финска     | Сједињене Америчке Државе | 28 | Мађарска                  |                      |      |

## Земље учеснице
| - Аргентина (1) - Аустралија (1) - Аустрија (6) - Босна и Херцеговина (2) - Белорусија (10) - Бугарска (6) - Канада (7) - Чиле (2) - Кина (6) - Хрватска (1) - Чешка (10) - Шпанија (1) - Естонија (6) | - Финска (2) - Француска (9) - Немачка (10) - Уједињено Краљевство (2) - Грчка (1) - Мађарска (2) - Италија (10) - Јапан (9) - Казахстан (2) - Јужна Кореја (1) - Летонија (9) - Литванија (2) | - Молдавија (1) - Норвешка (10) - Пољска (10) - Румунија (5) - Русија (12) - Србија и Црна Гора (1) - Словачка (10) - Словенија (8) - Шведска (6) - Швајцарска (2) - Украјина (10) - Сједињене Америчке Државе (9) |

## Освајачи медаља

### Мушкарци
| Дисциплина           | Злато                                                        | Злато     | Сребро                                                                     | Сребро    | Бронза                                                                  | Бронза    |
| -------------------- | ------------------------------------------------------------ | --------- | -------------------------------------------------------------------------- | --------- | ----------------------------------------------------------------------- | --------- |
| Спринт детаљи        | Свен Фишер · Немачка                                         | 26:11,6   | Халвард Ханеволд · Норвешка                                                | 26:19.8   | Фруде Андресен · Норвешка                                               | 26:31.3   |
| Потера детаљи        | Венсан Дефран · Француска                                    | 35:20,2   | Оле Ејнар Бјерндален · Норвешка                                            | 35:22,9   | Свен Фишер · Немачка                                                    | 35:35,8   |
| Појединачно детаљи   | Михаел Грајс · Немачка                                       | 54:23,0   | Оле Ејнар Бјерндален · Норвешка                                            | 54:39,0   | Халвард Ханеволд · Норвешка                                             | 55:31.9   |
| Масовни старт детаљи | Михаел Грајс · Немачка                                       | 47:20,0   | Томаж Сикора · Пољска                                                      | 47:26,3   | Оле Ејнар Бјерндален · Норвешка                                         | 47:32,9   |
| Штафета детаљи       | Свен Фишер · Михаел Грајс · Рико Грос · Михаил Реш · Немачка | 1:21:51,5 | Иван Черезов · Сергеј Чепиков · Павел Ростовцев · Николај Круглов · Русија | 1:22:12,4 | Жилјен Роберт · Венсан Дефран · Фереол Канар · Рафаел Поаре · Француска | 1:22:35,1 |

### Жене
| Дисциплина           | Злато                                                                                | Злато     | Сребро                                                                | Сребро    | Бронза                                                                         | Бронза    |
| -------------------- | ------------------------------------------------------------------------------------ | --------- | --------------------------------------------------------------------- | --------- | ------------------------------------------------------------------------------ | --------- |
| Спринт детаљи        | Флоранс Баверел-Роберт · Француска                                                   | 22:31,4   | Ана Карин Олофсон · Шведска                                           | 22:33,8   | Lilia Efremova · Украјина                                                      | 22:38,0   |
| Потера детаљи        | Кати Вилхелм · Немачка                                                               | 36:43.6   | Мартина Глагов · Немачка                                              | 37:57.2   | Албина Ахатова · Русија                                                        | 38:05.0   |
| Појединачно детаљи   | Светлана Ишмуратова · Русија                                                         | 49:24.1   | Мартина Глагов · Немачка                                              | 50:34.9   | Албина Ахатова · Русија                                                        | 50:55.0   |
| Масовни старт детаљи | Ана Карин Олофсон · Шведска                                                          | 40:36.5   | Кати Вилхелм · Немачка                                                | 40:55.3   | Уши Дисл · Немачка                                                             | 41:18.4   |
| Штафета детаљи       | Anna Bogaliy-Titovets · Светлана Ишмуратова · Олга Зајцева · Албина Ахатова · Русија | 1:16:12.5 | Мартина Глагов · Андреа Хенкел · Катрин Апел · Кати Вилхелм · Немачка | 1:17:03.2 | Делфин Перето · Флоранс Баверел-Роберт · Силви Бекер · Сандин Баји · Француска | 1:18:38.7 |

## Биланс медаља
| Медаље земље домаћина |

|    | Држава     | Злато | Сребро | Бронза | Укупно |
| -- | ---------- | ----- | ------ | ------ | ------ |
| 1. | Немачка    | 4     | 0      | 1      | 5      |
| 2. | Француска  | 1     | 0      | 1      | 2      |
| 3. | Норвешка   | 0     | 3      | 3      | 6      |
| 4. | Пољска     | 0     | 1      | 0      | 1      |
| 5. | Русија     | 0     | 1      | 0      | 1      |
|    | Укупно (5) | 5     | 5      | 5      | 15     |

|    | Држава     | Злато | Сребро | Бронза | Укупно |
| -- | ---------- | ----- | ------ | ------ | ------ |
| 1. | Русија     | 2     | 0      | 2      | 4      |
| 2. | Немачка    | 1     | 4      | 1      | 6      |
| 3. | Шведска    | 1     | 1      | 0      | 2      |
| 4. | Француска  | 1     | 0      | 1      | 2      |
| 5. | Украјина   | 0     | 0      | 1      | 1      |
|    | Укупно (5) | 5     | 5      | 5      | 15     |

### Биланс медаља, укупно
|    | Држава     | Злато | Сребро | Бронза | Укупно |
| -- | ---------- | ----- | ------ | ------ | ------ |
| 1. | Немачка    | 5     | 4      | 2      | 11     |
| 2. | Русија     | 2     | 1      | 2      | 5      |
| 3. | Шведска    | 1     | 1      | 0      | 2      |
| 4. | Француска  | 2     | 0      | 2      | 4      |
| 5. | Норвешка   | 0     | 3      | 3      | 6      |
| 6. | Пољска     | 0     | 1      | 0      | 1      |
| 7. | Украјина   | 0     | 0      | 1      | 1      |
|    | Укупно (7) | 10    | 10     | 10     | 30     |